# Saint-Oradoux-près-Crocq
Saint-Oradoux-près-Crocq è un comune francese di 123 abitanti situato nel dipartimento della Creuse nella regione della Nuova Aquitania.

## Società

### Evoluzione demografica
Abitanti censiti